# Tillamook (plaats)
Tillamook is een plaats (city) in de Amerikaanse staat Oregon, en valt bestuurlijk gezien onder Tillamook County.

## Demografie
Bij de volkstelling in 2000 werd het aantal inwoners vastgesteld op 4352. In 2006 is het aantal inwoners door het United States Census Bureau geschat op 4424, een stijging van 72 (1,7%).

## Geografie
Volgens het United States Census Bureau beslaat de plaats een oppervlakte van 4,0 km², geheel bestaande uit land. Tillamook ligt op ongeveer 22 m boven zeeniveau.

## Plaatsen in de nabije omgeving
De onderstaande figuur toont nabijgelegen plaatsen in een straal van 16 km rond Tillamook.

## Bezienswaardigheden
Het Tillamook Air Museum is gevestigd in een oude militaire loods. De loods is een van de grootste houten bouwwerken in het land, gebouwd in 1942 (l x b x h: 324m x 90m x 58m). Het was bestemd om blimps van de K-klasse te huisvesten. Deze ballonnen werden tijdens de Tweede Wereldoorlog gebruikt voor escortetaken en voor patrouilles langs de kust. De luchtschepen konden drie dagen achtereen in de lucht blijven en hadden een bereik van 3.000 kilometer. Een tweede loods van hetzelfde type brandde in 1992 af. Het luchtvaartmuseum telt ruim 30 vliegtuigen, waaronder: C-47 Skytrain, P2V-7 Neptune, Boeing 377, PBY Catalina, P-38 Lightning, P-51 Mustang en een Messerschmitt Bf 109.